# Macuki Jaszutaró
Macuki Jaszutaró (Tokió, 1957. november 28. –) japán válogatott labdarúgó.

## Nemzeti válogatott
A japán válogatottban 11 mérkőzést játszott.

## Statisztika
| Japán válogatott | Japán válogatott | Japán válogatott |
| Időszak          | Mérk.            | gól              |
| ---------------- | ---------------- | ---------------- |
| 1984             | 3                | 0                |
| 1985             | 6                | 0                |
| 1986             | 2                | 0                |
| Összesen         | 11               | 0                |